# Henri Delaunay
Henri Delaunay (Parigi, 15 giugno 1883 – Parigi, 9 novembre 1955) è stato un arbitro di calcio e dirigente sportivo francese.

## Biografia
Dopo aver svolto per qualche tempo la carriera da arbitro e dopo essere stato primo segretario generale della Fédération française de football nel 1919, diventò membro della FIFA tra il 1924 e il 1928 e propose, in ambito europeo, di creare una manifestazione dedicata alle rappresentative nazionali continentali –a differenza della vecchia Coppa Internazionale, riservata alle sole selezioni italiane, svizzere, jugoslave, ungheresi, austriache e cecoslovacche.
Quando nel 1954 nacque l'UEFA, la confederazione calcistica europea, Delaunay ne venne eletto segretario generale e la sua idea di mettere in piedi un campionato europeo di calcio in sostituzione della troppo restrittiva Coppa Internazionale venne approvata: la prima edizione dell'europeo fu quella del 1960; a lui venne dedicato il trofeo della manifestazione.
Quando morì, il 9 novembre 1955, il figlio Pierre prese il suo posto alla segreteria generale dell'UEFA. La coppa, che fu realizzata da suo figlio Pierre, aveva un'altezza di 42,5 cm, un peso di 10 kg e una base in marmo.
In occasione del campionato d'Europa 2008, la coppa a lui dedicata è stata ristrutturata.

### Dati tecnici
Viene rimosso il piedistallo su cui era inciso il nome della nazionale vincitrice, che ora è inserito sul retro: forgiata dall'Aspery London la nuova coppa pesa 2 kg in più rispetto alla precedente ed è più alta di 18 cm, poiché l'UEFA riteneva troppo piccola la versione originale.